# IC 4253
IC 4253 је спирална галаксија у сазвјежђу Хидра која се налази на листи објеката дубоког неба у Индекс каталогу.
Деклинација објекта је - 27° 52' 22" а ректасцензија 13h 27m 32,2s. Привидна величина (магнитуда) објекта IC 4253 износи 14,0 а фотографска магнитуда 14,8. IC 4253 је још познат и под ознакама ESO 444-42, MCG -5-32-22, PGC 47161.